# 塩狩峠 (小説)
『塩狩峠』（しおかりとうげ）は、三浦綾子による小説および、それを原作とする映画である。1966年（昭和41年）4月から1968年（昭和43年）9月にかけて日本基督教団出版局の月刊雑誌『信徒の友』に連載、1968年9月25日に新潮社より刊行された。塩狩峠で1909年（明治42年）2月28日に発生した鉄道事故で殉職した実在の人物・長野政雄を元に、愛と信仰を貫き多数の乗客の命を救うため自らを犠牲にした若き鉄道職員の生涯を描く。

## 登場人物
永野信夫
本作品の主人公。永野家の長男。待子の兄。1877年（明治10年）2月、東京府東京市本郷区 （現・東京都文京区）生まれ。祖母のトセから、母の菊は信夫を産んで二時間後に死んだと聞かされ、士族の子として厳しく、しかし愛情をもって育てられる。トセの死後、母が本当は生きており、キリスト教への信仰を全うするために幼い自分をおいて家を出た事実を知り、キリスト教を毛嫌いするようになる。尋常小学校4年生時、級友たちとの約束がきっかけで吉川修と仲良くなる。その年の夏、修一家は夜逃げ同然で蝦夷（北海道）へ引っ越してしまうが、修の父が死んでからは文通で親交を深める。旧制中学校卒業後、裁判所の事務員に就職。その年、10年振りに修と再会。修の勧めで北海道に4～5年なら住んでみてもよい気になる。3年後、23歳で北海道の札幌に移住し炭鉱鉄道株式会社に就職。翌年、旭川に転勤した上司・和倉の誘いにより旭川へ転勤。キリスト教嫌いであったが、街で出会ったキリスト教徒の男の説教を聞いたことや、父母、ふじ子の影響を受け、鉄道会社に勤めながらキリスト教信者になる。数年後、ふじ子との結納の当日、名寄駅から鉄道で札幌へ向かう途中、塩狩峠の頂上付近で、信夫の乗る最後尾の車両の連結部が外れる事故が起きる。信夫は乗客を守るため、線路へ飛び降りて、客車の下敷きとなり自ら命を落とした。乗客は全員無事に助かった。これを受けて彼の死は大きな注目を呼び、世間のキリスト教に対する見方に影響を与えた。
永野待子
永野家の長女。信夫の妹で、彼より4歳年下。母の菊が別居していた頃に生まれた。そのため、信夫は妹がいることは全く知らなかった。信夫と対照的に明るく人懐っこい性格。18歳で帝国大学出身の医者の岸本と結婚。
永野菊
貞行の妻。信夫と待子の母。キリスト信者のため、信夫が物心が付かない頃に姑のトセに実家を追い出され、その後、トセが亡くなるまで別居を余儀なくされた（この間、第2子で長女の待子を出産）。幼な子の信夫を置いてまで信仰を守る強さを持った女性。
永野貞行
菊の夫。信夫と待子の父。実家は旗本七百石の家。心優しく穏やかな性格であるが、士族も平民もみな同じ人間だと信夫を教育する。日本銀行に就職している。
永野トセ
貞行の実母。信夫、待子の祖母。大のキリスト教嫌いで、嫁の菊がキリスト信者のため、実家を追い出した。後に、菊が家を出されている間に、貞行との間に第2子の待子がいることを知り、そのショックで脳溢血で亡くなる。
吉川修
吉川家の長男。ふじ子の兄。信夫の同級生。子どもの頃は僧侶になるのが夢であった。尋常小学校4年生時、級友たちとの約束がきっかけで信夫と仲良くなる。しかしその年の夏、父の借金のため蝦夷（北海道）へ移住することになる。10年後、東京で一時信夫と再会し北海道に行かないかと勧め（その後すぐに北海道へ戻った）、さらにその3年後、札幌にて再び交流が深まるようになった。妹や母を大切にする心優しい青年。
吉川ふじ子
吉川家の長女。修の妹。生まれつき足に障害がある。成長してからは肺結核とカリエスを患い、病床でキリスト教に目覚める。元々明るい性格であったが、キリスト教信者になってからはより心豊かになり、信夫のキリスト教入信に多大な影響を与える。信夫との結納の日が決まり、信夫が旭川から帰ってくることを心待ちにするが…。
松井
信夫と修の同級生。クラスのガキ大将。
大竹
信夫と修の同級生。クラスの副級長。
虎雄
信夫の親友であり、幼馴染み。信夫より2歳年下。幼い頃、時々信夫と遊んでいたが、その後疎遠になりやがて交流が途絶えてしまう。信夫が裁判所の事務員に就職していた際、窃盗と傷害で逮捕され囚人として再会（但し、お互い話しかけることはなかった）。その後、結婚して2児の父親となり、札幌の小間物屋で働いていた。後に、信夫の葬式にも参列した。
浅田隆士
母・菊の甥。信夫と待子の従兄。大阪在住。登場人物の中、唯一関西弁で話す。
中村春雨
実在する人物。隆士の家の隣に住んでいる。自作小説『無花果』を信夫に読ませた。
和倉礼之助
炭鉱鉄道株式会社の信夫と修の上司。
和倉美沙
礼之助の娘。信夫と見合いをするが、後に三堀峰吉と結婚し2児の母親となる。
三堀峰吉
札幌の炭鉱鉄道株式会社の信夫と修の同僚。ある不祥事件がきっかけで一時は解雇されそうになったが、信夫や母からの説得で礼之助から許しを得た後、復職するとともに旭川へ転勤する。後に、礼之助の娘・美沙と結婚し、2児の父親となる。信夫を嘲笑していたが、彼の死後、キリスト教に入信する。
伊木一馬
伝道師。前からキリスト教のことに関心を寄せていた信夫はたまたま伝道していた彼の前を通りかかって話を聞き、信夫はキリスト教を信じることを決心する。
関場不二彦
実在する札幌・北辰病院の医師。信夫からふじ子の病気に関する相談を受け、療養法を指示する。

## 書誌情報
- 塩狩峠（1968年9月25日、新潮社、ISBN 978-4-10-320701-6）
- 塩狩峠（1973年5月25日、新潮文庫、ISBN 978-4-10-116201-0）
- 三浦綾子作品集 9 塩狩峠 岩に立つ（1983年6月、朝日新聞社、ISBN 978-4-02-255109-2）
- 三浦綾子全集 2 井戸 足 塩狩峠 積木の箱（1991年8月7日、主婦の友社、ISBN 978-4-07-937942-7）
- 三浦綾子小説選集 3 塩狩峠 道ありき（2001年1月、主婦の友社、ISBN 978-4-07-230088-6）

## 記念施設
本作を記念し、塩狩駅近くには、塩狩峠記念館および「長野政雄氏殉職の地」の石碑が建てられた。
また、2022年（令和4年）10月には和寒町のわっさむ塩狩峠公園に小説「塩狩峠」の一節を引用した文学碑が建立された。

## 映画
小説をもとに、1973年に松竹・ワールドワイド映画（監督：中村登、主演：中野誠也）によって映画化された。

### スタッフ
- 製作：長島清、小梶正治
- 脚本：楠田芳子
- 撮影：竹村博
- 美術：横山豊
- 音楽：木下忠司
- 録音：田中俊夫
- 調音：松本隆司
- 編集：森弥成
- スクリプター：堺謙一
- 制作：松竹映画、ワールドワイド映画
- 撮影協力：日本国有鉄道

### キャスト
- 永野信夫：中野誠也（少年期：岡本久人）
- 永野貞行：武内亨
- 永野トセ：村瀬幸子
- 永野菊：岩崎加根子
- 永野待子：田中美香
- 吉川修：長谷川哲夫（少年期：坂上也寸志）
- 吉川ふじ子：佐藤オリエ（少女期：柿崎澄江）
- 吉川吉造：浅若芳太郎
- 吉川たみ：野村昭子
- 吉川芳：坂田多恵子
- 三堀峰吉：新克利
- 三堀キヨ：中村美代子
- 六造：永井智雄
- 和倉礼之助：近藤洋介
- 和倉米子：阿部百合子
- 和倉美沙：執行佐智子
- 伊木一馬：滝田裕介
- 原：田中幸四郎　ほか
- 協力：劇団俳優座

## その他
- 三浦がこの小説の執筆に当たって宿泊していた『塩狩温泉ユースホステル』は2006年に閉館した。